# I Drużynowy Puchar Świata w szachach korespondencyjnych
I. Drużynowy Puchar Świata w szachach korespondencyjnych był rozgrywana przez stronę Międzynarodowa Federacja Szachowej Gry Korespondencyjnej w latach 2021-2025. 
Zawodnicy i zawodniczki grały tempem typu Triple Block dla turnieju trwającego 302 dni, z początkową rezerwą (w banku) 51 dni oraz inkrement (ilość dni dodawana po każdym posunięciu ale tylko przez pierwsze 50 posunięć) wynoszący 1 dzień.

## Uczestnicy
W turnieju wystartowało 28 drużyn z 26 federacji, w tym Polska. 
| Drużyny uczestniczące w I DPŚ |
| --- |
| * Anzacplus2 (Zawodnicy z Australia, Nowa Zelandia, Szkocja i Turcja) - Argentyna - (Zawodnicy z Belgia, Holandia, Luksemburg) - Brazylia - Bułgaria - Chorwacja - Kuba - Czechy - Anglia - Finlandia - Francja - Niemcy - Indie - Indonezja - Włochy - Meksyk - Peru - Filipiny - Polska - Portugalia - Rumunia - Rosja - Hiszpania - Szwajcaria - Ukraina - Stany Zjednoczone - Walia - World Zone (Zawodnicy z Chile, Guam, Gwinea Równikowa, Kolumbia, Malezja, Singapur, Seszele i Wenezuela) |

## 1 Runda

### Grupa 1
| Lp. | Drużyna  | M | Z | R | P | DPkt | Kwalifikacja |  |           | Brazylia  | Filipiny  |
| --- | -------- | - | - | - | - | ---- | ------------ |  | --------- | --------- | --------- |
| 1   | Beneluks | 2 | 2 | 0 | 0 | 6    | Awans        |  |           | 20.5-19.5 | 22.5-17.5 |
| 2   | Brazylia | 2 | 1 | 0 | 1 | 3    |              |  | 19.5-20.5 |           | 23-17     |
| 3   | Filipiny | 2 | 0 | 0 | 2 | 0    |              |  | 17.5-22.5 | 17-23     |           |

### Grupa 2
| Lp. | Drużyna    | M | Z | R | P | DPkt | Kwalifikacja |  | Polska    | Portugalia | Ukraina   |
| --- | ---------- | - | - | - | - | ---- | ------------ |  | --------- | ---------- | --------- |
| 1   | Polska     | 2 | 2 | 0 | 0 | 6    | Awans        |  |           | 28.5-11.5  | 20.5-19.5 |
| 2   | Portugalia | 2 | 0 | 0 | 2 | 0    |              |  | 11.5-28.5 |            | 11-29     |
| 3   | Ukraina    | 2 | 1 | 0 | 1 | 3    |              |  | 19.5-20.5 | 29-11      |           |

### Grupa 3
| Lp. | Drużyna    | M | Z | R | P | DPkt | Kwalifikacja |  |           | Bułgaria  | Hiszpania |
| --- | ---------- | - | - | - | - | ---- | ------------ |  | --------- | --------- | --------- |
| 1   | Anzacplus2 | 2 | 0 | 0 | 2 | 0    |              |  |           | 12-28     | 12.5-27.5 |
| 2   | Bułgaria   | 2 | 2 | 0 | 0 | 3    |              |  | 28-12     |           | 19.5-20.5 |
| 3   | Hiszpania  | 2 | 6 | 0 | 0 | 6    | Awans        |  | 27.5-12.5 | 20.5-19.5 |           |

### Grupa 4
| Lp. | Drużyna    | M | Z | R | P | DPkt | Kwalifikacja |  | Czechy | Rumunia |       |
| --- | ---------- | - | - | - | - | ---- | ------------ |  | ------ | ------- | ----- |
| 1   | Czechy     | 2 | 1 | 0 | 1 | 0    |              |  |        | 17-23   | 25-15 |
| 2   | Rumunia    | 2 | 2 | 0 | 0 | 0    | Awans        |  | 23-17  |         | 26-14 |
| 3   | World Zone | 2 | 0 | 0 | 2 | 0    |              |  | 15-25  | 14-26   |       |

### Grupa 5
| Meksyk | 12.5-27.5 | Stany Zjednoczone |

### Grupa 6
| Indonezja | 16.5-23.5 | Kuba |

### Grupa 7
| Argentyna | 20.5-19.5 | Rosja |

### Grupa 8
| Niemcy | 22-18 | Walia |

### Grupa 9
| Indie | 16-24 | Włochy |

### Grupa 10
| Anglia | 21-19 | Chorwacja |

### Grupa 11
| Francja | 20-20 | Szwajcaria |

Uwaga: Awans Francji dzięki punktacji pomocniczej (lepszy wynik na 6 szachownicy).

### Grupa 12
| Finlandia | 19.5-20.5 | Peru |

## 2 Runda

### Grupa 1
| Lp. | Drużyna   | M | Z | R | P | DPkt | Kwalifikacja |  | Argentyna |       | Rumunia |
| --- | --------- | - | - | - | - | ---- | ------------ |  | --------- | ----- | ------- |
| 1   | Argentyna | 2 | 1 | 0 | 1 | 3    |              |  |           | 21-19 | 19-21   |
| 2   | Beneluks  | 2 | 0 | 1 | 1 | 1    |              |  | 19-21     |       | 20-20   |
| 3   | Rumunia   | 2 | 1 | 1 | 2 | 4    | Awans        |  | 21-19     | 20-20 |         |

### Grupa 2
| Lp. | Drużyna   | M | Z | R | P | DPkt | Kwalifikacja |  | Hiszpania | Niemcy    | Peru      |
| --- | --------- | - | - | - | - | ---- | ------------ |  | --------- | --------- | --------- |
| 1   | Hiszpania | 2 | 1 | 1 | 0 | 4    | Awans        |  |           | 20-20     | 21,5-18,5 |
| 2   | Niemcy    | 2 | 1 | 1 | 0 | 4    | Awans        |  | 20-20     |           | 21,5-18,5 |
| 3   | Peru      | 2 | 0 | 0 | 0 | 0    |              |  | 18,5-21,5 | 18,5-21,5 |           |

### Grupa 3
| Lp. | Drużyna | M | Z | R | P | DPkt | Kwalifikacja |  | Kuba      | Polska    | Włochy    |
| --- | ------- | - | - | - | - | ---- | ------------ |  | --------- | --------- | --------- |
| 1   | Kuba    | 2 | 1 | 0 | 1 | 3    |              |  |           | 20.5-19.5 | 19.5-20.5 |
| 2   | Polska  | 2 | 0 | 0 | 0 | 0    |              |  | 19.5-20.5 |           | 19.5-20.5 |
| 3   | Włochy  | 2 | 2 | 0 | 0 | 6    | Awans        |  | 20.5-19.5 | 20.5-19.5 |           |

### Grupa 4
| Lp. | Drużyna           | M | Z | R | P | DPkt | Kwalifikacja |  | Anglia | Francja   | Stany Zjednoczone |
| --- | ----------------- | - | - | - | - | ---- | ------------ |  | ------ | --------- | ----------------- |
| 1   | Anglia            | 2 | 1 | 1 | 0 | 4    | Awans        |  |        | 20-20     | 21-19             |
| 2   | Francja           | 2 | 1 | 1 | 0 | 4    | Awans        |  | 20-20  |           | 20.5-19.5         |
| 3   | Stany Zjednoczone | 2 | 0 | 0 | 2 | 0    |              |  | 19-21  | 19.5-20.5 |                   |

## 3 Runda

### Grupa 1
| Lp. | Drużyna   | M | Z | R | P | DPkt | Kwalifikacja |  | Anglia    | Hiszpania | Włochy    |
| --- | --------- | - | - | - | - | ---- | ------------ |  | --------- | --------- | --------- |
| 1   | Anglia    | 2 | 0 | 0 | 2 | 0    |              |  |           | 19.5-20.5 | 19.5-20.5 |
| 2   | Hiszpania | 2 | 2 | 0 | 0 | 6    | Awans        |  | 20.5-19.5 |           | 20.5-19.5 |
| 3   | Włochy    | 2 | 1 | 0 | 1 | 3    |              |  | 20.5-19.5 | 19.5-20.5 |           |

### Grupa 2
| Lp. | Drużyna | M | Z | R | P | DPkt | Kwalifikacja |  | Francja | Niemcy    | Rumunia   |
| --- | ------- | - | - | - | - | ---- | ------------ |  | ------- | --------- | --------- |
| 1   | Francja | 2 | 0 | 1 | 1 | 1    |              |  |         | 20-20     | 19-21     |
| 2   | Niemcy  | 2 | 1 | 1 | 0 | 4    | Awans        |  | 20-20   |           | 20,5-19,5 |
| 3   | Rumunia | 2 | 1 | 0 | 1 | 3    |              |  | 21-19   | 19,5-20,5 |           |

## Finał
| Hiszpania | 20-20 | Niemcy |

## Skład Polski
| Stolik | Tytuł | Zawodnik                | [ 1 ] | [ 1 ] | [ 2 ] | [ 2 ] |  | Stolik | Tytuł | Zawodnik                | [ 3 ] | [ 3 ] | [ 4 ] | [ 4 ] |
| ------ | ----- | ----------------------- | ----- | ----- | ----- | ----- |  | ------ | ----- | ----------------------- | ----- | ----- | ----- | ----- |
| 1      | IM    | Broniek, Mariusz Maciej | ½     | ½     | ½     | ½     |  | 1      | SIM   | Kubicki, Tadeusz        | ½     | ½     | ½     | ½     |
| 2      | IM    | Włodarczyk, Robert      | ½     | ½     | ½     | ½     |  | 2      | IM    | Broniek, Mariusz Maciej | ½     | ½     | ½     | ½     |
| 3      | IM    | Mirkowski, Piotr        | ½     | ½     | ½     | ½     |  | 3      | IM    | Jasiński, Mirosław      | ½     | ½     | ½     | ½     |
| 4      | IM    | Tritt, Maciej           | ½     | ½     | ½     | ½     |  | 4      | SIM   | Staniszewski, Jerzy     | ½     | ½     | ½     | ½     |
| 5      | SIM   | Staniszewski, Jerzy     | ½     | ½     | ½     | ½     |  | 5      | SIM   | Lubas, Józef            | ½     | ½     | ½     | ½     |
| 6      | IM    | Szerlak, Andrzej        | ½     | ½     | ½     | ½     |  | 6      | CCM   | Fałatowicz, Paweł       | ½     | ½     | ½     | ½     |
| 7      | SIM   | Lubas, Józef            | ½     | 1     | ½     | ½     |  | 7      | IM    | Włodarczyk, Robert      | ½     | ½     | ½     | ½     |
| 8      | IM    | Szymański, Robert       | ½     | ½     | ½     | ½     |  | 8      | IM    | Szerlak, Andrzej        | ½     | ½     | ½     | ½     |
| 9      | CCM   | Kowalczyk, Ryszard      | 1     | 1     | ½     | ½     |  | 9      | IM    | Woźnica, Mirosław       | ½     | ½     | ½     | ½     |
| 10     | IM    | Krzyżanowski, Antoni    | ½     | ½     | ½     | ½     |  | 10     | CCM   | Wójcik, Wiesław         | ½     | ½     | ½     | ½     |
| 11     | SIM   | Baranowski, Tadeusz     | ½     | ½     |       |       |  | 11     | IM    | Szymański, Robert       | ½     | ½     | ½     | ½     |
| 11(C)  | IM    | Wojnar, Mariusz         |       |       | ½     | 0     |  | 12     | CCM   | Kowalczyk, Ryszard      | ½     | ½     | ½     | ½     |
| 12     | CCM   | Fengier, Dariusz        | 1     | 1     | ½     | ½     |  | 13     | IM    | Krzyżanowski, Antoni    | ½     | ½     | ½     | ½     |
| 13     | CCM   | Sanner, Zdzisław        | 1     | 1     | ½     | ½     |  | 14     | CCM   | Sanner, Zdzisław        | ½     | ½     | ½     | 0     |
| 14     | CCM   | Góreczny, Grzegorz      | ½     | ½     | 1     | ½     |  | 15     | CCM   | Góreczny, Grzegorz      | ½     | ½     | ½     | ½     |
| 15     | CCM   | Wójcik, Wiesław         | 1     | 1     | ½     | ½     |  | 16     | CCM   | Fałatowicz, Paweł       | ½     | ½     | ½     | ½     |
| 16     | CCM   | Grabowski, Tomasz       | 1     | 1     | ½     | ½     |  | 17     | CCE   | Kolanek, Roman          | ½     | ½     | ½     | ½     |
| 17     | CCM   | Fałatowicz, Paweł       | 1     | 1     | ½     | ½     |  | 18     | CCE   | Kurowski, Andrzej       | ½     | ½     | ½     | ½     |
| 18     |       | Kurowski, Andrzej       | 1     | 1     | ½     | ½     |  | 19     | CCM   | Grabowski, Tomasz       | ½     | 0     | ½     | ½     |
| 19     | CCE   | Sienkiewicz, Wojciech   | ½     | ½     | ½     | ½     |  | 20     | CCM   | Sienkiewicz, Wojciech   | ½     | ½     | ½     | ½     |
| 20     | CCE   | Kolanek, Roman          | 1     | 1     | 1     | ½     |  | C      | IM    | Wojnar, Mariusz         |       |       |       |       |